# Liste der Biografien/Hars
Liste der Biografien |
Portal Biografien |
Personensuche
# |
A |
B |
C |
D |
E |
F |
G |
H |
I |
J |
K |
L |
M |
N |
O |
P |
Q |
R |
S |
T |
U |
V |
W |
X |
Y |
Z |
?
 
Ha |
Hd |
He |
Hi |
Hj |
Hk |
Hl |
Hm |
Hn |
Ho |
Hr |
Hs |
Ht |
Hu |
Hv |
Hw |
Hy
 
Haa |
Hab |
Hac |
Had |
Hae–Haf |
Hag |
Hah |
Hai |
Haj |
Hak |
Hal |
Ham |
Han |
Hao |
Hap |
Haq |
Har |
Has |
Hat |
Hau |
Hav |
Haw |
Hax |
Hay |
Haz
 
Hara |
Harb |
Harc |
Hard |
Hare |
Harf |
Harg |
Harh |
Hari |
Harj |
Hark |
Harl |
Harm |
Harn |
Haro |
Harp |
Harr |
Hars |
Hart |
Haru |
Harv |
Harw |
Harx |
Hary |
Harz
Die Liste der Biografien führt alle Personen auf, die in der deutschsprachigen Wikipedia einen Artikel haben. Dieses ist eine Teilliste mit 71 Einträgen von Personen, deren Namen mit den Buchstaben „Hars“ beginnt.

## Hars
- Hars, Ahmet (* 1996), türkischer Eishockeyspieler
- Hars, Henning (* 1955), deutscher Offizier
- Hárs, László (1923–1990), ungarischer Oberstleutnant, Botschafter in Ghana, Benin, Elfenbeinküste und Togo
- Hars, Silke (* 1952), deutsche Politikerin (CDU), MdL

### Harsa
- Harsági, Andrea (* 1971), ungarische Badmintonspielerin
- Hårsaker, Vigdis (* 1981), norwegische Handballspielerin und -trainerin
- Harsányi, Gergely (* 1981), ungarischer Handballspieler
- Harsanyi, John (1920–2000), ungarisch-amerikanischer Wirtschaftswissenschaftler
- Harsányi, Tibor (1898–1954), französischer Komponist, Dirigent und Pianist ungarischer Herkunft
- Harsányi, Zoltán (* 1987), slowakischer Fußballspieler
- Harsányi, Zsolt (1887–1943), ungarischer Theaterleiter und SchriftstellerZsolt Harsányi (1887–1943)

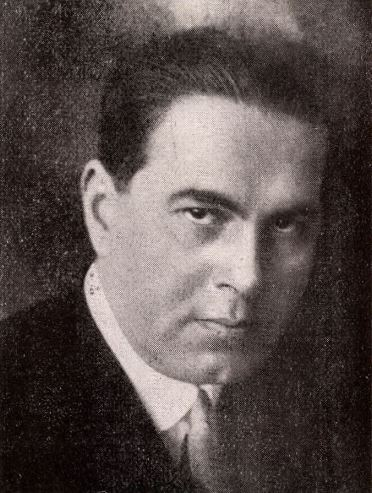
Zsolt Harsányi (1887–1943)

- Harsányi, Zsuzsanna (* 1976), ungarische Triathletin
- Haršányová, Lucia (* 1990), slowakische Fußballspielerin

### Harsc
- Harsch, Andreas († 1612), Jurist und Kanzler der vorderösterreichischen Regierung in Ensisheim
- Harsch, Claudia (* 1969), deutsche Sprachwissenschaftlerin
- Harsch, Erich (* 1961), österreichischer Manager
- Harsch, Ferdinand Philipp von (1704–1792), Gouverneur von Schlesien, kommandierender General des Temescher Banats, Architekt, Erbauer der Festungen Königgrätz und Arad
- Harsch, Franziska (* 1997), deutsche Fußballspielerin
- Harsch, Heinrich, Bürgermeister der Reichsstadt Heilbronn
- Harsch, Peter (1874–1945), deutscher Politiker (Zentrum), MdL
- Harsch, Roland (* 1951), luxemburgischer Schriftsteller
- Harsch, Ulrich (* 1938), deutscher Kommunikationsdesigner
- Harsch, Wolfgang (1942–2024), deutscher Psychoanalytiker und Autor
- Harsch-Niemeyer, Robert (1932–2011), deutscher Verleger
- Harscher, Dirk (* 1970), deutscher parteiloser Kommunalpolitiker
- Harscher, Johann Nepomuk von (1769–1834), bayerischer Generalmajor

### Harsd
- Harsdorf, Franziska von (* 1996), deutsche Schauspielerin
- Harsdorf, Natalie (* 1985), österreichische Juristin, Generaldirektorin der österreichischen Bundeswettbewerbsbehörde (BWB)
- Harsdorf-Gebhardt, Marion (* 1964), deutsche Juristin, Richterin am Bundesgerichtshof
- Harsdorff, Caspar Frederik (1735–1799), Architekt des dänischen Klassizismus
- Harsdorff, Manfred (1932–1997), deutscher Festkörperphysiker
- Harsdörffer, Georg Philipp (1607–1658), deutscher Dichter des Barock und HeraldikerGeorg Philipp Harsdörffer (1607–1658)

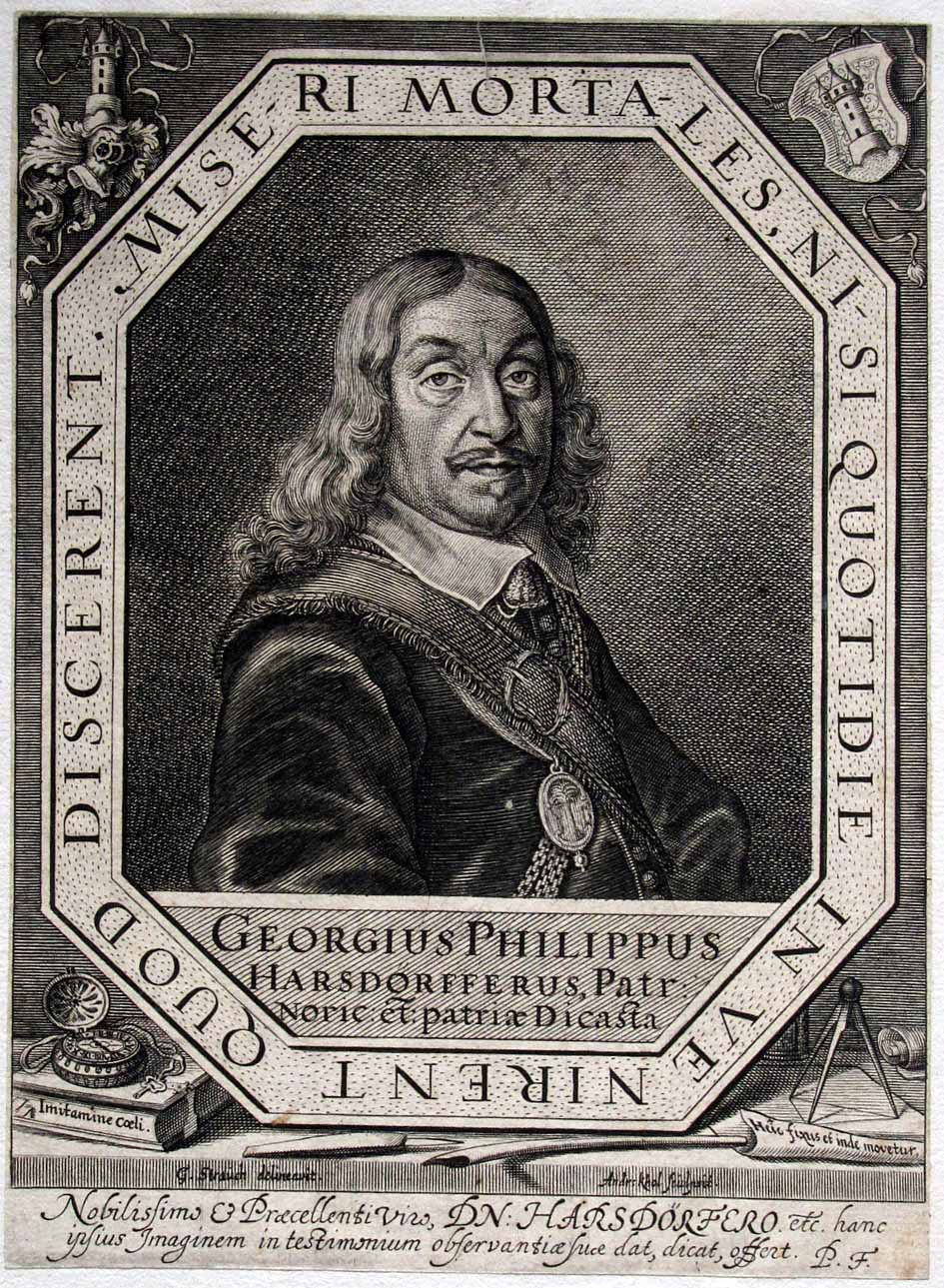
Georg Philipp Harsdörffer (1607–1658)

### Harse
- Harsem, Kathrine (* 1989), norwegische Skilangläuferin
- Harsent, David (* 1942), britischer Schriftsteller
- Harsewinkel, Franz Wilhelm (1796–1872), deutscher Maler

### Harsh
- Harsha (590–647), Herrscher eines nordindischen Großreiches
- Harsha, Bill (1921–2010), US-amerikanischer Politiker
- Harshavarman I. († 923), Herrscher im Königreich der Khmer
- Harshavarman II. († 944), angkorischer König
- Harshavarman III., König des Khmer-Reiches von Angkor
- Harshbarger, Diana (* 1960), US-amerikanische Politikerin der republikanischen Partei
- Harshbarger, Jo (* 1956), US-amerikanische Schwimmerin
- Harshberger, John William (1869–1929), US-amerikanischer Botaniker und Mykologe
- Harshman, Margo (* 1986), US-amerikanische SchauspielerinMargo Harshman (* 1986)

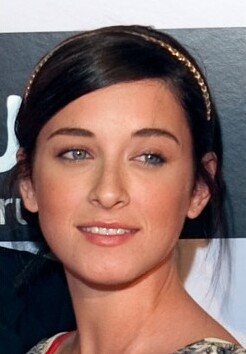
Margo Harshman (* 1986)

### Harsi
- Harsieber, Heidi (* 1948), österreichische Fotokünstlerin
- Harsieber, Isidor (1891–1964), österreichischer Landwirt und Politiker (ÖVP), Landtagsabgeordneter
- Harsiese, ägyptischer Herrscher (Dritte Zwischenzeit)
- Harsiese, altägyptischer König
- Harsiese I., Hohepriester des Amun in Theben
- Harsiese II., Hohepriester
- Harsijotef, nubischer König
- Harsing, Wilhelm (* 1860), deutscher Landschaftsmaler der Düsseldorfer Schule

### Harsk
- Harskamp, Maria Isabella d’ (1724–1805), Gräfin d’Harskamp und Philanthropin

### Harsm
- Harsman, Matthis (* 1999), deutscher Fußballspieler

### Harso
- Harsono, Christophorus Tri (* 1966), indonesischer Geistlicher, römisch-katholischer Bischof von Purwokerto
- Harsono, FX (* 1949), indonesischer Maler und Installationskünstler
- Harsono, Ignatius (1922–2000), indonesischer Geistlicher, Bischof von Bogor

### Harsp
- Hárspataki, Gábor (* 1996), ungarischer Karateka

### Harss
- Harß, Jennifer (* 1987), deutsche Eishockeytorhüterin

### Harst
- Harst, Heinz (* 1934), deutscher Tischtennisspieler
- Harst, Inge (* 1940), deutsche Tischtennisspielerin
- Harst, Susanne (* 1969), deutsche Tischtennisspielerin
- Harstad, Johan (* 1979), norwegischer AutorJohan Harstad (* 1979)

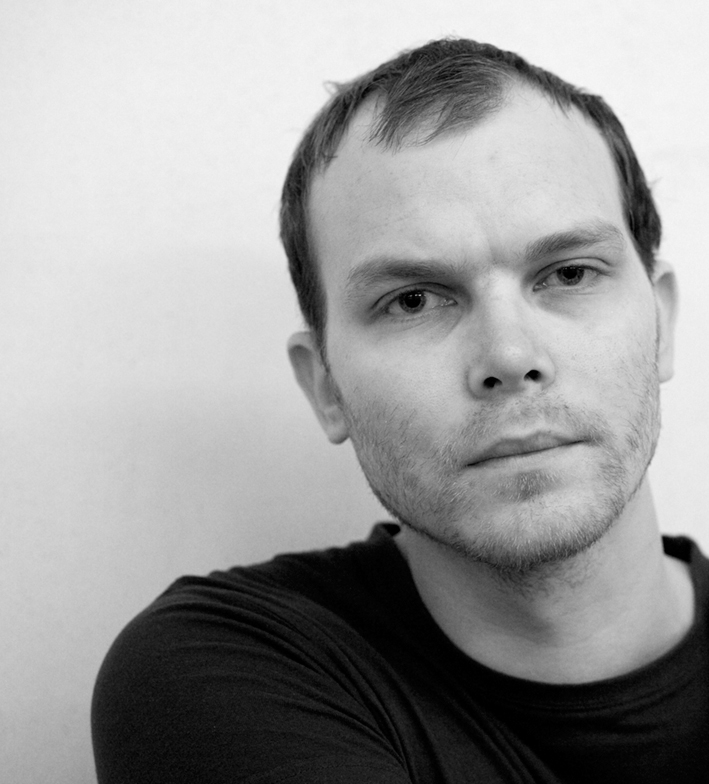
Johan Harstad (* 1979)

- Harstad, Trude (* 1974), norwegische Biathletin
- Harstall, Adalbert von (1737–1814), Fürstbischof von Fulda
- Harstall, Johann Christoph von, kurmainzischer Vizedom in Erfurt und Besitzer mehrerer Rittergüter in Thüringen
- Harste, Klaus (* 1955), deutscher Metallurg
- Harster, Theodor (1876–1914), deutscher Jurist
- Harster, Wilhelm (1904–1991), deutscher Jurist und hochrangiger NS-Beamter
- Harstick, Hans-Peter (* 1937), deutscher Historiker
- Harstick, Sara (* 1981), deutsche Schwimmerin